# Ing
Ez a cikk a ruhadarabról szól, a hasonló nevű céget lásd itt: ING Group

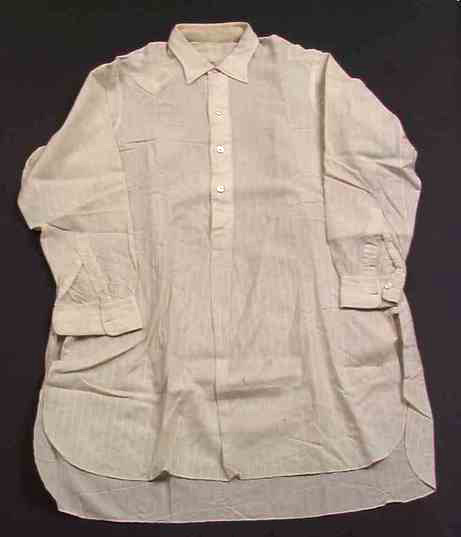
Ing az 1930-as évekből

Az ing a ruházati iparhoz tartozó iparcikk, mely az emberi test közvetlen befedésére szolgál.  

## Jellemzői
Az ing rendesen széles szabású, mely a férfiaknál rövidebb, elől nyílt, hosszú ujjakkal, a nőknél hosszabb, és rendesen vagy ujjak nélkül, vagy csak nagyon rövid váll-ujjakkal. Az ing manapság nagy mértékben alá van vetve a divatnak. Készül vagy tiszta lenszövetből, amely a legdrágább és legfinomabb, vagy pamutszövetből. Újabb időben felkapták a Jäger-féle gyapjúingeket is. 

## Története
Az ingről legrégibb adataink a 8. századból vannak, ahol először történik arról említés és így valószínű, hogy csak akkor kezdték viselni. De hogy mily fényűzéshez tartozhatott ez még a későbbi századokban is, arra nézve bizonyságot szolgáltat azon körülmény, hogy Franciaországban a 15. században VII. Károly király nejének volt az első lenvászon inge. A rendes ruházati tárgyat képező ingen kívül van még páncéling, mely védelmi eszközül szolgált, s amely acélból vagy más fémekből készült; miseing, mely egyházi célokra szolgál stb.

## Kapcsolódó szócikk
- Kockás ing
- pólóing